# 噻吩-3-乙酸
噻吩-3-乙酸是一种有机硫化合物，化学式为HO2CCH2C4H3S，它是白色固体，可用作有机合成的中间体。

## 合成
噻吩-3-乙酸可由噻吩-3-乙腈的水解得到，噻吩-3-乙腈则由3-溴噻吩和氰甲基阴离子（−CH2CN）在紫外光下反应得到。在四(三苯基膦)钯的催化下和氢碘酸的存在下，噻吩-3-乙醇和一氧化碳反应，可以得到噻吩-3-乙酸，副产物是3-甲基噻吩。若以噻吩-3-甲基溴化镁为原料与二氧化碳反应，生成的主产物则是3-甲基噻吩-2-甲酸。

## 反应
噻吩-3-乙酸和N,N'-二环己基碳二亚胺（DCC）在甲苯中反应，可以得到噻吩-3-乙酸酐：
在硫酸催化下，它在甲醇中回流，可以得到噻吩-3-乙酸甲酯。
在四氯化锆催化下，它和苄胺在二甲基甲酰胺中反应，可以得到N-苄基噻吩-3-乙酰胺。它和2-溴苯甲醛在碳酸钾和钯催化剂的存在下反应，可以得到萘并[1,2-b]噻吩-4-甲酸。它和氯化亚砜反应，得到噻吩-3-乙酰氯。

## 拓展阅读
- Ben Issa, Takoua; Sagaama, Abir; Issaoui, Noureddine. . Computational Biology and Chemistry (Elsevier BV). 2020, 86: 107268. ISSN 1476-9271. doi:10.1016/j.compbiolchem.2020.107268 （英语）.
- Temprado, Manuel; Roux, María Victoria; Jiménez, Pilar; Foces-Foces, Concepción; Notario, Rafael. . The Journal of Physical Chemistry A (American Chemical Society (ACS)). 2008-09-25, 112 (41): 10378–10385. ISSN 1089-5639. doi:10.1021/jp804672d （英语）.